# Problema de Dirichlet
En matemàtiques, el problema de Dirichlet consisteix a trobar una funció que resolgui una equació diferencial parcial a l'interior d'una regió donada que té valors predeterminats al contorn de la regió. Les condicions de frontera d'aquest problema s'anomenen Condicions de frontera de Dirichlet.
El problema de Dirichlet es pot resoldre per moltes equacions diferencials parcials, tot i que en un primer moment va ser pensat per a l'equació de Laplace. En aquest cas el problema es pot formular de la manera següent:
Donada una funció f que pot ser avaluada en tots els contorns d'una regió Rn, només hi ha una única funció contínua u derivable dues vegades en l'interior i contínua al contorn, tals que u és una funció harmònica a l'interior i u = f al contorn.
Aquest requeriment s'anomena la condició de contorn de Dirichlet.